# 半田市立成岩中学校
半田市立成岩中学校（はんだしりつならわちゅうがっこう）は、愛知県半田市にある公立の中学校である。半田市立成岩小学校と半田市立宮池小学校を校区としている。2012年度（平成24年度）の生徒数は752人（1年生237人、2年生263人、3年生252人）であり、半田市立の5校の中で半田中学校、乙川中学校に次いで3番目の規模だった。略称は成中（なるちゅう）である。

## 教育目標
豊かな心情をもち、創造的で活力に満ち、心身ともに健全で、「知・徳・体」の調和のとれた生徒を育成する。合いことばは、花とあいさつである。

## 沿革

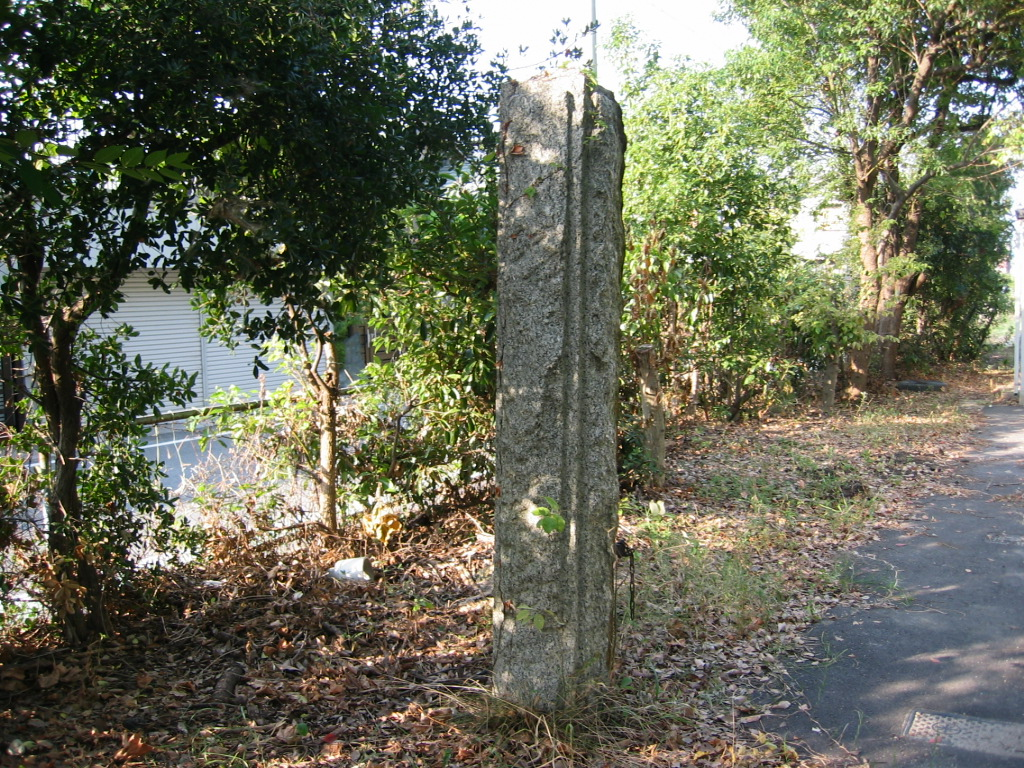
旧北門跡

- 1947年4月1日 - 半田市立成岩小学校に併設し、開校。
- 1948年9月20日 - 現在の昭和町に移転。
- 1952年9月16日 - 図書館開館。
- 1953年10月25日 - 旧校歌（現在の生徒歌）制定。
- 1960年9月24日 - 体育館竣工。
- 1965年10月21日 - 土俵開き。
- 1967年2月24日 - 校歌制定。
- 1970年10月1日 - 学校給食開始。
- 1971年4月1日 - 特殊学級設置。
- 1972年7月18日 - 南館竣工。
- 1974年6月28日 - 北館竣工。
- 1975年7月19日 - プール竣工。
- 1979年8月17日 - 木造校舎撤去。
- 1980年3月24日 - 半田市立青山中学校が分離。
- 1983年3月30日 - 柔剣道場・技術科室竣工。
- 1992年3月18日 コンピュータ教室完成。
- 1992年9月12日 - 週休2日制試行。
- 1995年9月21日 - 成岩スポーツクラブ設立。
- 2003年12月15日 - NARAWAWING竣工。
- 2009年2月 - 新正門完成。
- 2010年 - 行事の日程を大幅改革。

## 年間活動
4月
- 新入生歓迎会
- 部活動紹介
- 前期生徒議会議長選出

5月
- 中間テスト

6月
- 血液検査（希望制）
- 生徒総会（5月の場合もある）
- 修学旅行（3年、二泊三日）
- 期末テスト

7月
- 学校保健委員会
- 保護者会
- 部活動激励会

9月
- 後期生徒会役員選挙
- 野外活動（1年、旭高原少年自然の家　年度によっては10月になることもある）
- 中間テスト

10月
- ひまわり祭（文化の部(教室)・体育の部(グランド))

11月
- 後期生徒議会議長選出
- 合唱コンクール(かりやどホール)

3月
- 名古屋班別研修（2年、立志式・ウォーキングに代わり2018年度から実施）
- 卒業を祝う会
- 次年度前期生徒会役員選挙

## 校歌・生徒歌
1967年（昭和42年）2月制定。3番まである。ちなみに、現在の校歌が作曲されるまでは、現在の生徒歌が成岩中学校の校歌の代わりであった。生徒歌は、現在生徒たちの応援歌として歌い継がれている。
現在は始業式・修了式や卒業式で主に歌われる。また、2、3年生の昇降口には、木製の校歌の歌詞が飾られている。
校歌
- 制定：1967年2月24日
- ハ長調 Moderato
- 作詞：石森延男
- 作曲：石井歓

生徒歌
- 制定：1953年10月25日
- ニ長調 a la marciale vigorosamente
- 作詞：中野誉
- 作曲：中埜尚一

## 交通
正門前に国道247号が通り、交通量はかなり多い。また、そのさらに一本先には、名鉄河和線が通っており、国道・路線側に面している本館・西館の教室は、多少ではあるものの騒音被害がある。最寄の名鉄河和線成岩駅からは徒歩約3分である。

## 敷地内施設

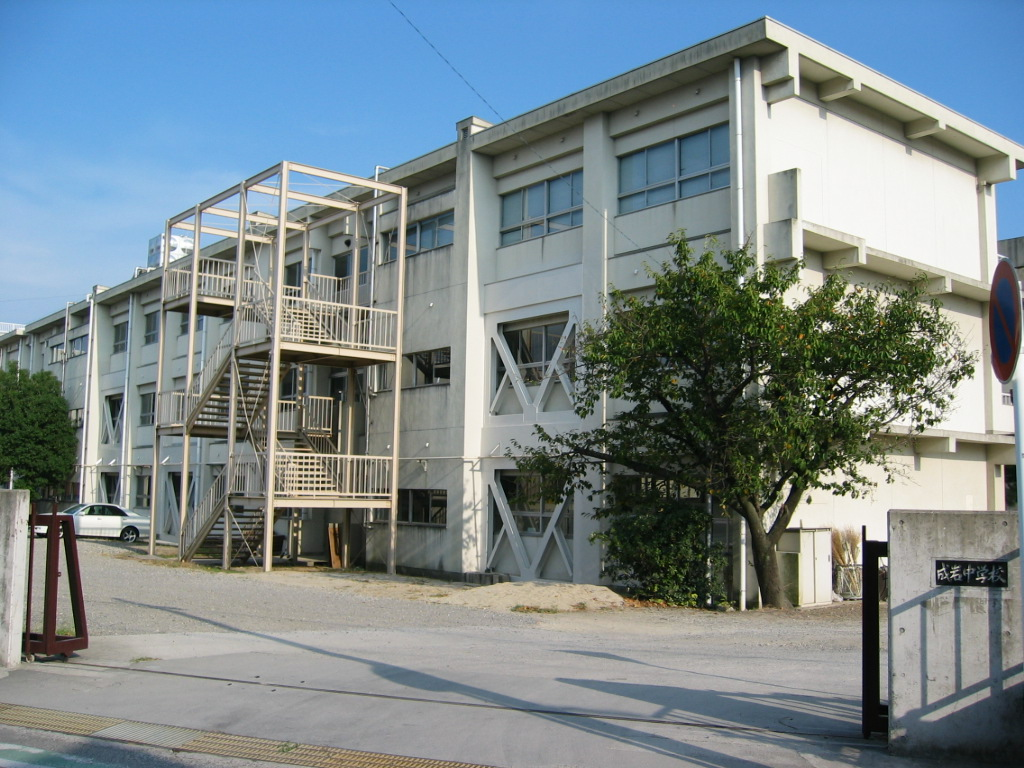
北門から見た北館

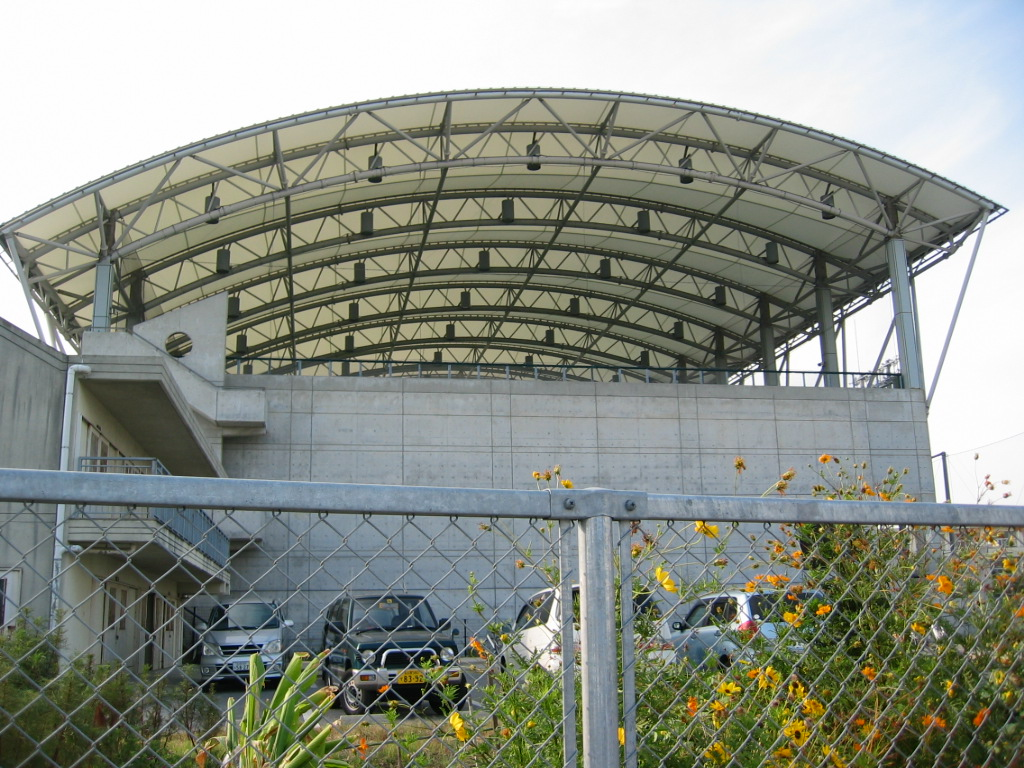
NARAWAWING

成岩中学校の敷地内には、校舎以外に「プール・NARAWAWING（新体育館、以下WING）・旧体育館」などがある。昔は土俵やテニスコートなどもあったが、それぞれ北館、WING建設時に廃止された（現在、テニスコートはWINGの屋上にあり、部活動時には、ソフトテニス部が使用している）。
校舎とそれに準じる建物
本館・北館・西館・木工金工棟に分けられる。このうち、本館・北館・西館は、別々の時期に建設工事を行ったため、それぞれの校舎内で、構造上かなりの違いが見て取ることができる。基本的に校舎は古い割には綺麗で、整備されており、落ち着いて集中できる学習環境が整っている。ちなみに、これらは木工金工棟（2階建て）を除き、すべて3階建てである。校舎での学年配置は、北館の2・3階が1年生、本館・西館の2階が2年生、同館3階が3年生となっている。なお、すべての普通教室にはエアコンと扇風機が設置されている。また、同校の柔剣道場は木工金工棟の2階にある。
2つの体育館とプール

本校の現在の体育館でもあるWINGは、2004年（平成16年）に建設された、成岩中学校の新体育館と、この地域に拠点を置くスポーツクラブの本部を兼ねた、公共施設である。WINGは、学校の敷地内に建ってはいるものの、学校の施設ではないため、使用する場合にはいろいろな制約がある。構造は、1階がメインアリーナ・スタジオ、2階がスポーツクラブ本部・更衣室、3階が会議室・浴室、屋上には、スカイアリーナと呼ばれるグラウンドが広がっている。メインアリーナの窓は大変小さく、換気にはほとんど役立っておらず、熱がこもりやすい。そのため、行事や集会などで使用するときは、エアコンを使用する場合が多い（特に夏場）。
なお、WINGが施工されるまでは、行事等はすべて旧体育館で行われていた。その旧体育館とは、WINGが完成するまで行事等で使用していた、古い体育館である。現在では、すべての学校行事はWINGで行うが、部活動や授業・学年集会などでは、体育用具がたくさん保管されていることもあり、現在でも頻繁に使用されている。しかし、ステージの幕や、壁・床などは整備されておらず、悲惨な状態となっており、また暗幕が常時しまっており、水銀灯の数も少ないため、晴れた日でもかなり暗い。この体育館は、老朽化と運動場拡張工事の影響で、取り壊されることが決定しているが、この体育館を取り壊してしまうと、部活動の練習活動に支障が出ること・WINGには、旧体育館にある体育用具を収納できるスペースがほとんどないこと・予算の関係から、現在は一時見合わせているようである。なお、同校のプールは学校の施設であり、25mプールで、7コースまである。当プールの更衣室は、WING内に含まれており、授業や部活で更衣室を使用する場合は、公共の施設を間借りするような形をとっている。

## 部活動
成岩中学校の水泳部、柔道部、剣道部以外の運動部は、土日の練習を特定非営利活動法人ソシオ成岩スポーツクラブに加入して行っている（加入しないと、試合や大会の出場権を得られない）。
運動部
- 野球部（男子のみ）
- サッカー部
- ソフトボール部（女子のみ）
- バドミントン部（女子のみ）
- 水泳部
- ソフトテニス部
- バスケットボール部
- バレーボール部
- 卓球部
- 柔道部
- 剣道部

文化部
- 吹奏楽部（男女共同）
- 美術部（男女共同）
- パソコン部（男女共同）
- 合唱部（男女共同）

## 委員会
月2回委員会があり、それとは別に委員会ごとに活動がある。
総務委員会、運営委員会、代議員会及び生活委員会（書記の者のみ）は前期（3月中旬から）と後期（9月下旬から）で役員が替わる。それ以外の委員会の任期は基本的に1年間である。
平成31年度(令和元年度)より、教師の人数の関係でクラスから各委員会に2名選出する代表委員会制に変わる。
- 総務委員会
会長1名、副会長・書記・会計各男女1名ずつからなる。所謂「生徒会」である。生徒の代表として校則の改定などを行う。
- 運営委員会
各クラスの級長からなる。学年行事の企画運営にあたる。
- 代議員会
各クラスの代議員からなる。学級の代表として生徒議会に参加する。
- 生活委員会
週訓を決め、校内の週番活動を行う。
- 保健委員会
学校の保健事務を行う。
- 給食委員会
給食活動にあたる。
- 図書委員会
学校図書館の活用とその運営にあたる。
- 放送・広報委員会
校内の放送活動および掲示物等の広報活動にあたる。
- 園芸委員会
学校園の整備と運営にあたる。
- 美化委員会
校内の美化・環境整備にあたる。
- 福祉委員会
各種文化・福祉活動の企画運営にあたる。
- 体育委員会（2008年度に廃止）
各種運動行事の企画運営にあたっていた。総務委員会、運営委員会と役割が重複しているとして廃止。

## 総合学習
成岩中学校では総合的な学習の時間をNET（Narawa Explorers' Time）と名付けている。時間数は週2時間（月曜日と金曜日）であったが、現在は2・3年生は2009年度（平成21年度）までと同じく週2時間（月曜日と金曜日）、1年生のみ学習指導要領の改正で2009年（平成21年）11月からの後期時間割より週1時間（金曜日）になった。このNETで学習したことをレポート形式にまとめ、後述のひまわり祭で1学年につき代表の1人（または1グループ）がそれを発表する。（ただし、2010年度は発表が廃止になった。）大テーマは1年生が「自然－地域・環境－」、2年生が「社会－福祉・勤労－」、3年生が「人間－未来の創造－」。主な活動は以下の通りである。
1年生
- 野外活動
8月に行われる校外学習。飯盒炊飯やキャンプファイヤー、ウォーキングなどがある。この行儀で学習したことを文化祭とされるひまわり祭にてクラスごとのテーマに沿ってレポートを作成、掲示する。

2年生
- 名古屋研修
校外学習。3人から5人程度の班に分かれて名古屋市の公共施設を公共交通機関を使って訪れ、研修を行う。中日新聞社やアサヒビールなどが主な研修地である。2年生は主にこの活動を通してレポートを作成する。
- 職場体験
夏休みに行われる校外学習。周辺の商業施設や公共施設で1日から3日間程度、職務を体験する。

3年生
- 東京分散研修
1学期中期に修学旅行の一環として行われる校外学習。3人から5人程度の班に分かれて東京都の公共施設を公共交通機関を使って訪れ、研修を行う。「東京」分散研修なので、文部科学省などの都内の施設が主な研修地なのだが、希望すれば都外へ行くことも可能である。実際に高エネルギー加速器研究機構（茨城県つくば市）を研修地として訪れた班もあった。3年生は主にこの活動を通してレポートを作成する。

## 体育祭と文化祭
成岩中学校の体育祭はもともと10月に文化祭と同等の日程で行われていたが、新体育館の建設工事の関係で5月開催となり、その後しばらくの間、5月に体育祭が行われることが伝統となったようであった。ただし、2009年度（平成21年度）は6月開催であった。文化祭はひまわり祭といい、体育祭が5月に移動した関係で、1日目は学校で舞台発表・クラスコーナー、2日目は近くの文化会館で芸術鑑賞・合唱コンクールが、2日間にわたって行われていた（2009年度は新型インフルエンザの影響により分散させて3日間にわたって行われた）。
2010年度（平成22年度）には、大幅な行事改革が行われ、5月の体育祭は10月に、文化祭とともに行われるように変わった。これら二つをあわせて、引き続き「ひまわり祭」の名称を使用する。ひまわり祭のおもな日程は、1日目が学校での文化発表、2日目が体育祭となっている。なお、これまでひまわり祭のラストイベントとして行われてきた合唱コンクールは、11月に移動し、半田福祉文化会館（雁宿ホール）で単独行事として行われるようになった。

## 運動場拡張工事
成岩中学校では運動場を広げるため、2008年（平成20年）より、正門・正門付近のロータリーを壊していた。そのため工事中は、正門を使用することができなかった。正門を使用していた生徒は、北門やWINGの門を使用することとなっていた。この工事により、職員らの駐車場もそれまでは正門を通らなくてはならなかったため、西門脇の木工・金工棟の裏側に移設された。工期は、2009年（平成21年）の2月から3月ごろまでであった。
2008年度（平成20年度）の卒業式直前に新正門が旧正門よりも数メートル北に完成し、旧正門を使用していた生徒が使用している。門から入ると、桜並木があり、2009年度（平成21年度）から卒業式が晴天の場合、卒業生が通ることになっている。正門のすぐ横には、車専用の門があり、入ってすぐのところに、舗装されていない駐車場があり、おもに来賓が使用している。工事はすでに終了しているが、職員らの駐車場は敷地面積の関係で、旧体育館を解体してスペースができたとしても、元に戻るかは不明である。正門が移動したことにより、新たにだいたいテニスコート1面分ぐらいの運動場を拡張することができ、拡張された運動場の分、部活動での使用範囲が広がった。
なお、工事は現在終了しており、新しくできた正門も普段通りに使用できる。また、2010年度には校門付近に同窓生の寄付金によって「ひまわり時計塔」が設置された。

## 成中ひまわりロード
2009年（平成21年）5月の初めから生徒によって、旧体育館前から、NARAWAWINGの前まで約150メートルにわたり、生徒数734人と教職員数43人を合わせた777本のヒマワリを植えて作られた。中日新聞でも紹介されている（記事では、「成中ヒマワリロード」と片仮名表記になっている）。
2010年度（平成22年）は、地域の協力もあり、1000本のヒマワリを植えた。
現在は「一人一鉢運動」と題して、生徒1人ずつひまわりの苗を植えている。